# Luigi Gatti (empresario)
Gaspare Antonio Pietro "Luigi" Gatti (3 de enero de 1875 – 15 de abril de 1912) fue un empresario y restaurador italiano, conocido por ser el director del restaurante À la Carte del RMS Titanic, atendiendo a pasajeros para los que el servicio de primera clase no era lo suficientemente exclusivo.

## Primeros años
Gatti nació el 3 de enero de 1875 en Montalto Pavese, Italia. Era uno de los once hijos de Paolo Gatti, un concejal local y juez de paz, y su esposa Maria Nascimbene.

## Vida personal
Emigró joven a Londres para estudiar en el mundo de la restauración. En 1902, en St Luke's, Hammersmith, Gatti se casó con Edith Kate Cheese, hija del mayordomo William James Cheese y su esposa Emily, ambos de Chelsea. Su único hijo Luigi Victor, "Vittorio" nació en 1904. En 1902, vivían en Hammersmith, en 1911 en Great Titchfield Street, Marylebone, Londres, y en 1912 en Southampton.

## Carrera
Gatti era dueño y gerente de dos restaurantes en Londres, Gatti's Adelphi y Gatti's Strand.

## Restaurantes en el Olympic y el Titanic

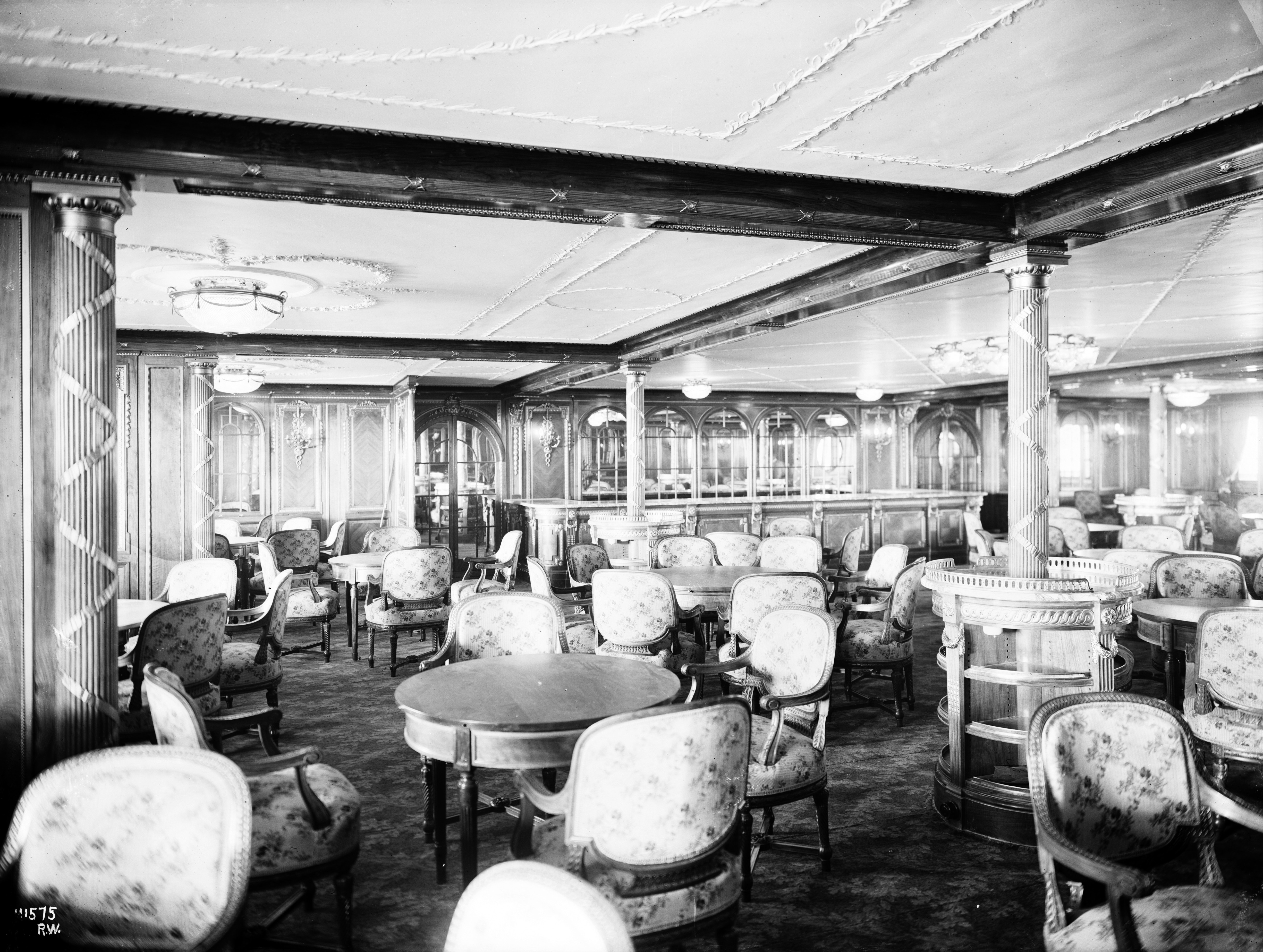
El restaurante À la Carte del, en 1911. El diseño de este restaurante era muy similar en el.

Gatti también poseía un restaurante À la Carte en el RMS Olympic, y debido a su éxito, pudo abrir otro a bordo de su barco gemelo, el Titanic. Este último tenía incluso un restaurante mucho más grande, con capacidad para más de 150 comensales, y más de 60 empleados, mayoritariamente italianos y franceses, todos empleados directamente por Gatti, quien operaba estos restaurantes como concesiones. 
Tanto Gatti como su jefe de cocina del Olympic embarcaron en el viaje inaugural del Titanic para asegurar el éxito del nuevo restaurante.
Solo los pasajeros de primera clase estaban permitidos; tenían que reservar mesa con antelación y pagar un suplemento a la tarifa de primera clase que incluía pensión completa en el restaurante de primera clase. Incluso en la década de 1890, cenar en público no era considerado socialmente aceptable por algunas personas de las clases altas, especialmente la nobleza europea y los ricos burgueses estadounidenses denominados "viejos ricos" descendientes de las antiguas familias acomodadas en las grandes ciudades en oposición a los "nuevos ricos" que eran inmigrantes recientemente enriquecidos, por lo que en efecto era necesario dividir aun más a los pasajeros de primera clase. También contaba con un área de recepción para bebidas antes de la cena, y un Café Parisien, diseñado para atraer a los estadounidenses, fascinados con todo lo europeo, especialmente francés y británico. El restaurante usaba vajilla de plata y porcelana diferentes de los del salón comedor de primera clase.

## Muerte
Gatti falleció en el hundimiento del barco, ocurrido en la madrugada del 15 de abril de 1912. Su cuerpo fue recuperado por el CS Minia entre el 26 abril y el 6 de mayo de 1912, y enterrado en el Fairview Cemetery, Halifax, Nueva Escocia, Canadá.